# Tatjana
Tatjana (Pidä huivista kiinni, Tatjana) è un film del 1994 diretto da Aki Kaurismäki.

## Trama
Valto è sarto, lavora in casa e vive con la madre, beve in continuazione caffè e rimastone senza, rinchiude la madre in uno sgabuzzino ed esce per procurarsene. Passa dal suo amico meccanico Reino, che invece beve in continuazione vodka in bottiglie da mezzo litro; assieme partono per provare l'automobile, una russa Volga M21, dopo la riparazione. Incontrano due giovani donne, Tatjana, estone, e Klavdia, russa che chiedono un passaggio per arrivare ad Helsinki ove dovranno imbarcarsi per Tallin. I due, "duri" quando si tratta di rapportarsi con altri uomini, sono introversi e intimiditi nel rapporto con le due ragazze, non riescono neppure a guardarle in faccia: le accompagneranno, comunque, nel lungo viaggio verso Helsinki che durerà alcuni giorni, senza rivolgere loro la parola.
Durante il viaggio, offrirà tutto il necessario Valto, l'unico ad avere con sé denaro, passeranno una notte in un hotel in due camere, Valto con Klavdia, Reino con Tatjana ma sarà solo una condivisione di letti sui quali sprofonderanno immediatamente in un sonno liberatore senza alcun contatto reciproco. Durante le ultime ore di viaggio Reino e Tatjana si scambiano più volte timidi sguardi, Reino sembra quasi vergognarsene di fronte all'amico che rimane, invece, incapace di superare quel muro di timidezza che lo separa dall'altra ragazza.
Klavdia si separa dai tre salendo su un treno a Tallin. I due accompagnano Tatjana a casa e poco prima di separarsi, Reino decide di fermarsi e vivere con la ragazza: “Ti scriverò” dice Reino rivolgendosi all'amico, e senza dirsi altro Tatjana lo accompagna in casa. L'amico, rimasto fermo sull'uscio per alcuni secondi, come se avesse soltanto ora compreso la propria inconcludenza, riparte da solo per ritornare alla sua vita di sempre: rientrato a casa, apre la porta del ripostiglio da cui esce sua madre, impassibile, il cui unico indizio della reclusione forzata nell'angusto bugigattolo è un po' di polvere che gli imbianca il vestito. Senza scambiarsi una parola i due riprendono la loro difficile quotidianità. Valto riuscirà ad infrangere il muro della sua impotenza sentimentale solo con l'immaginazione, sognando ad occhi aperti di entrare in un bar direttamente con l'automobile (fracassando l'ingresso) assieme all'amico e alle due ragazze: in realtà si trova in un chiosco all'aperto, di fronte alla sua tazza di caffè fumante, unica compagna della sua solitudine.